# Ázoros
Ázoros är en ort i Grekland.   Den ligger i prefekturen Nomós Larísis och regionen Thessalien, i den centrala delen av landet, 260 km nordväst om huvudstaden Aten. Ázoros ligger 492 meter över havet och antalet invånare är 724.
Terrängen runt Ázoros är kuperad åt sydväst, men åt nordost är den platt. Runt Ázoros är det ganska glesbefolkat, med 35 invånare per kvadratkilometer. Närmaste större samhälle är Kraniá Elassónas, 10,7 km sydväst om Ázoros. Trakten runt Ázoros består till största delen av jordbruksmark.